# Tamba malayana
Tamba malayana är en fjärilsart som beskrevs av Louis Beethoven Prout 1932. Tamba malayana ingår i släktet Tamba och familjen nattflyn. Inga underarter finns listade i Catalogue of Life.